# پاخارس د آداخا
پاخارس د آداخا دهستانی در استان آبیلای اسپانیا است.
در این دهستان ۱۸۷ نفر زندگی می‌کنند. مساحت این دهستان ۲۳٫۳۲ کیلومتر مربع است.